# 维斯图拉潟湖

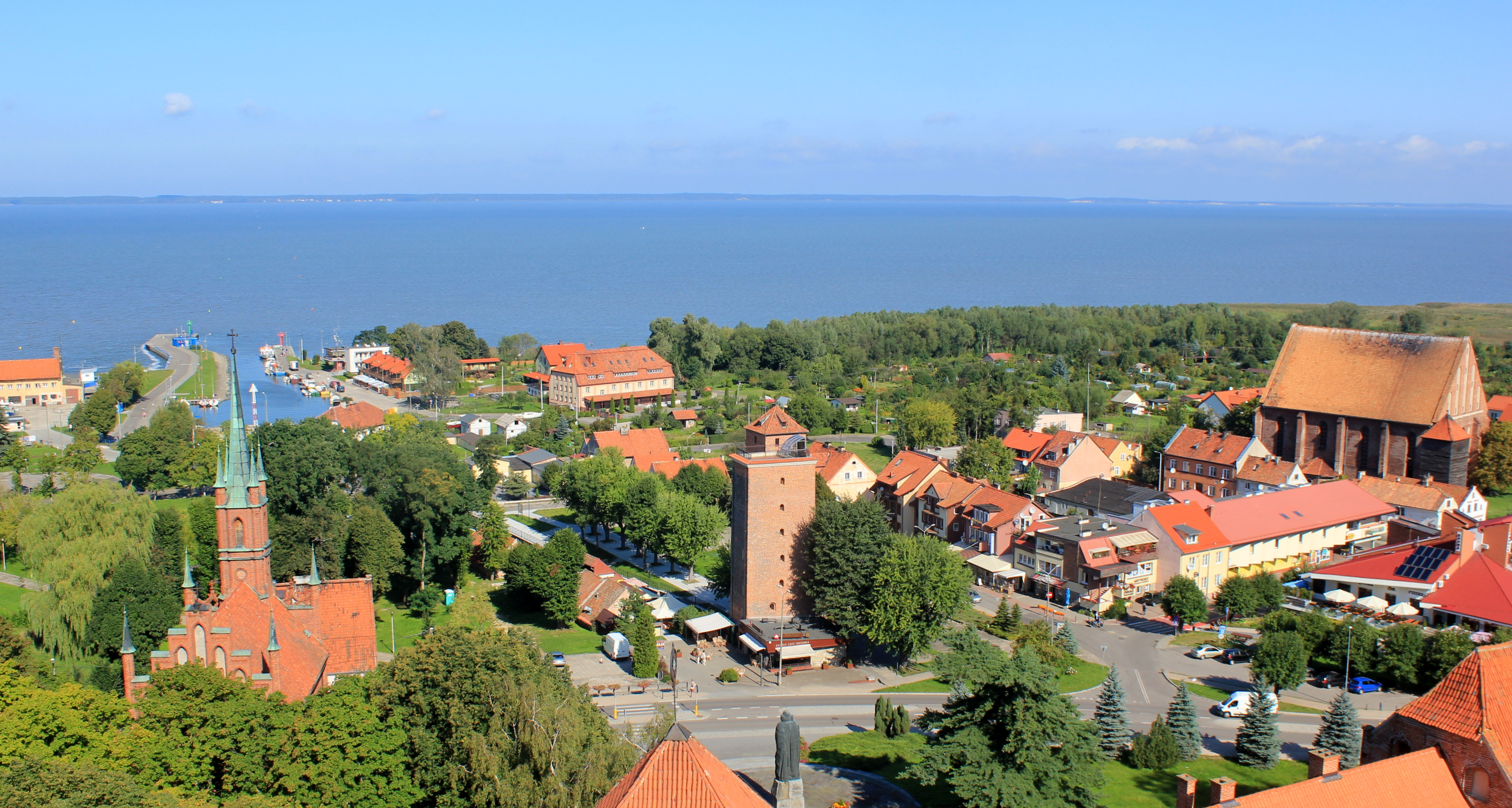
維斯圖拉潟湖

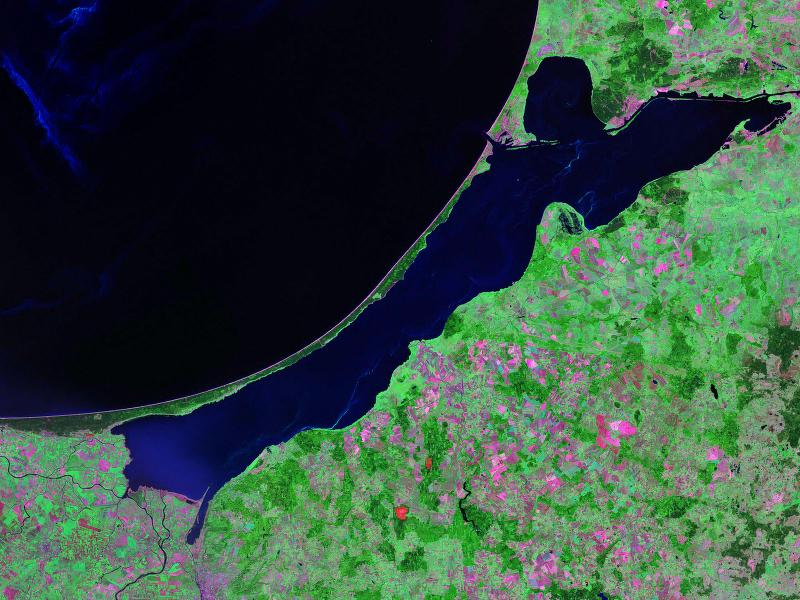
以衛星Landsat-7號拍攝的波蘭格但斯克湾维斯图拉潟湖高光譜影像

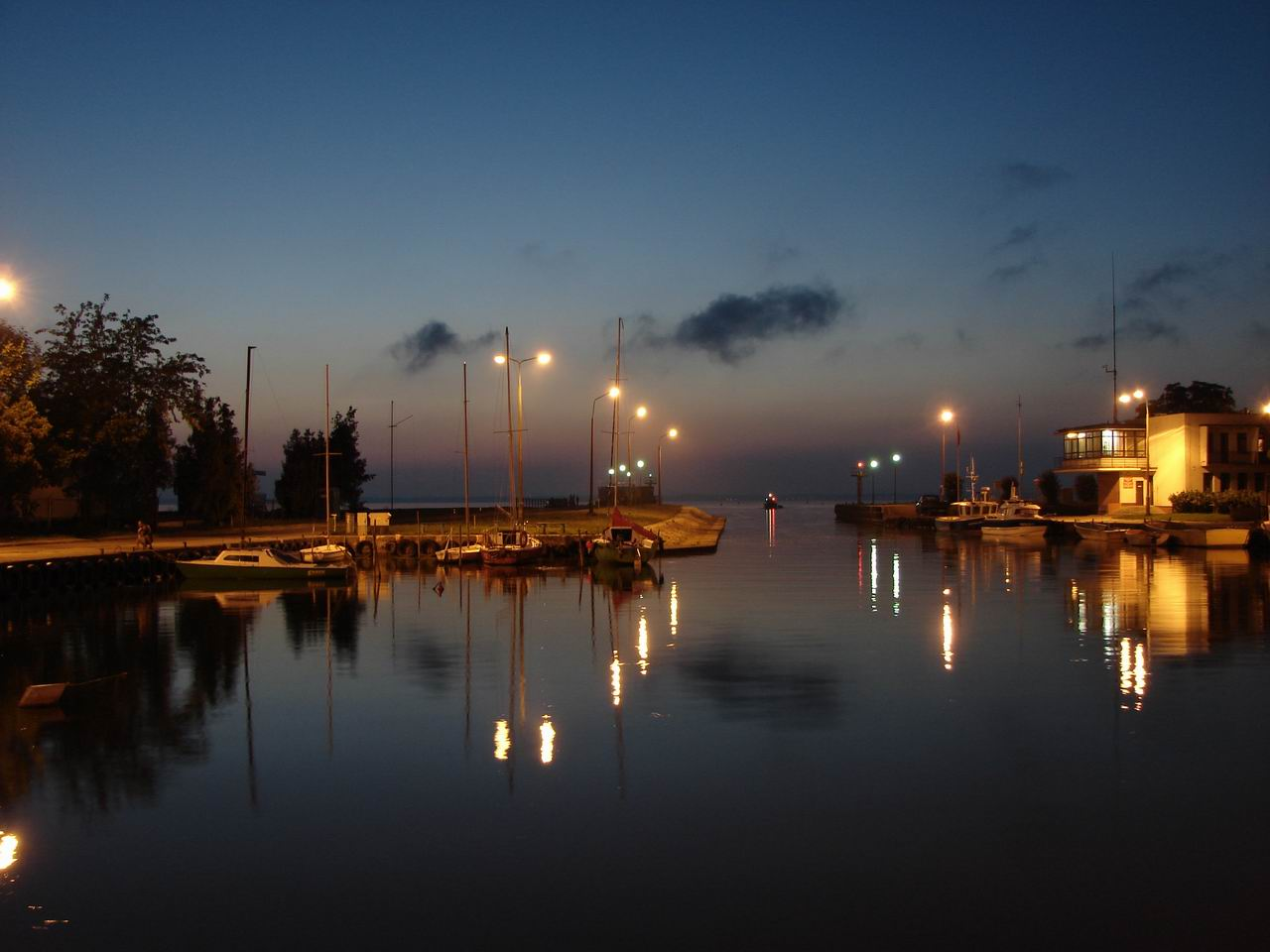
位於波蘭弗龙堡维斯图拉潟湖旁的小港口

維斯图拉潟湖（波蘭語：Zalew Wiślany），是波罗的海南岸的潟湖，横跨波兰和俄罗斯外飛地加里寧格勒州边境。长90公里，宽2~25公里，深2~5米，面积838平方公里。主要流入河流有维斯瓦河东汊流诺加特河和普列戈利亚河等。盛产鱼类。維斯瓦沙嘴将其与格但斯克湾隔开，仅在波罗的斯克附近藉由波羅的斯克海峽与格但斯克湾相通。

## 主要港口
- 俄罗斯
  - 加里宁格勒
  - 波罗的斯克
  - 斯韦特雷
- 波兰
  - 托尔克米茨科

## 外部連結
- Monitoring the Vistula Lagoon water quality on the basis of satellite remote sensing